# Кубок Словаччини з футболу 2002—2003
Кубок Словаччини з футболу 2002–2003 — 10-й розіграш кубкового футбольного турніру в Словаччині. Титул вперше здобув Матадор (Пухов).

## Календар
| Раунд        | Дата                         | Матчі | Клуби   |
| ------------ | ---------------------------- | ----- | ------- |
| Перший раунд | 10-11 вересня 2002           | 14    | 30 → 16 |
| 1/8 фіналу   | 24 вересня — 1 жовтня 2002   | 8     | 16 → 8  |
| 1/4 фіналу   | 22 жовтня 2002               | 4     | 8 → 4   |
| 1/2 фіналу   | 19 березня/15-16 квітня 2003 | 4     | 4 → 2   |
| Фінал        | 8 травня 2003                | 1     | 2 → 1   |

## Перший раунд
| Команда 1                       | Рахунок        | Команда 2                   |
| ------------------------------- | -------------- | --------------------------- |
| 10 вересня 2002                 |                |                             |
| ДАК 1904 (Дунайська Стреда) (2) | 0:2            | Матадор (Пухов)             |
| 11 вересня 2002                 |                |                             |
| Дукла (2)                       | 0:0 пен. 2:4   | Кошице                      |
| Стара Любовня (3)               | 2:1            | Ружомберок                  |
| Рімавска Собота (2)             | 1:1 пен. 11:10 | Кремнічка (3)               |
| Подберезова (2)                 | 3:1            | Чаня (2)                    |
| Стіл Транс (Личартовце) (2)     | 2:2 пен. 3:4   | Петрохема (Дубова) (2)      |
| Татран (Пряшів) (2)             | 1:0            | Гуменне (2)                 |
| Рапід Ружинов (Братислава) (2)  | 0:1            | Дубниця                     |
| Миява (3)                       | 3:0            | Інтер Словнафт (Братислава) |
| Вельке Леваре (2)               | 1:2            | Лаугарісіо Тренчин          |
| Девін (2)                       | 0:2            | Спартак (Трнава)            |
| Топольчани (2)                  | 3:0            | Артмедія                    |
| Нітра (2)                       | 2:0            | Сениця (2)                  |
| Слован-2 (2)                    | 0:2            | Слован                      |

## 1/8 фіналу
| Команда 1              | Рахунок      | Команда 2           |
| ---------------------- | ------------ | ------------------- |
| 24 вересня 2002        |              |                     |
| Дубниця                | 0:0 пен. 3:4 | Жиліна              |
| Петрохема (Дубова) (2) | 2:0          | Рімавска Собота (2) |
| Татран (Пряшів) (2)    | 2:1          | Лаугарісіо Тренчин  |
| Нітра (2)              | 6:0          | Стара Любовня (3)   |
| Коба (Сенець) (2)      | 2:1          | Спартак (Трнава)    |
| Матадор (Пухов)        | 3:0          | Кошице              |
| Топольчани (2)         | 1:2          | Слован              |
| 1 жовтня 2002          |              |                     |
| Подберезова (2)        | 3:1          | Миява/Тура Лука (3) |

## 1/4 фіналу
| Команда 1              | Рахунок | Команда 2           |
| ---------------------- | ------- | ------------------- |
| 22 жовтня 2002         |         |                     |
| Коба (Сенець) (2)      | 1:2     | Жиліна              |
| Подберезова (2)        | 0:1     | Слован              |
| Петрохема (Дубова) (2) | 2:0     | Нітра (2)           |
| Матадор (Пухов)        | 3:0     | Татран (Пряшів) (2) |

## 1/2 фіналу
| Команда 1                 | Заг.    | Команда 2       | 1-й матч | 2-й матч |
| ------------------------- | ------- | --------------- | -------- | -------- |
| 19 березня/15 квітня 2003 |         |                 |          |          |
| Петрохема (Дубова) (2)    | 3:3 (ч) | Матадор (Пухов) | 2:2      | 1:1      |
| 19 березня/16 квітня 2003 |         |                 |          |          |
| Жиліна                    | 3:4     | Слован          | 2:0      | 1:4      |

## Фінал
| 8 травня 2003 |

| Слован      | 1:2 дч   | Матадор (Пухов)         |
| ----------- | -------- | ----------------------- |
| Горняк 115' | Протокол | Перніш 111' Брешка 116' |

| Стадіон «Войтех Шоттерт», Топольчани Глядачів: 4 356 Арбітр: Ладослав Гадоші |